# Jason Goes to Hell: The Final Friday
Jason Goes to Hell: The Final Friday (bra: Jason Vai para o Inferno: A Última Sexta-Feira) é um filme de terror norte americano de 1993, do subgênero slasher sobrenatural, dirigido por Adam Marcus e produzido por Sean S. Cunningham, que também produziu e dirigiu o primeiro filme da franquia. É o nono filme da série Sexta-Feira 13 e seu enredo continua a narrativa de Jason Voorhees dos filmes anteriores, começando com uma emboscada do FBI na qual o corpo de Jason é detonado; depois, o espírito de Voorhees possui o legista que examinava seus restos mortais e passa a usar o corpo do médico para continuar com suas mortes.
A ideia do enredo foi concebida pelo roteirista e diretor iniciante Adam Marcus em parceria com Sean S. Cunningham. Após o fraco desempenho de Friday the 13th Part VIII: Jason Takes Manhattan nas bilheterias, a Paramount Pictures vendeu os direitos do personagem Jason Voorhees para a New Line Cinema, que distribuiu Jason Goes to Hell. Cunningham aprovou a história escrita pelo roteirista Adam Marcus, e este foi contratado para dirigir o projeto.
Jason Goes to Hell: The Final Friday estreou nos Estados Unidos em 13 de agosto de 1993 e arrecadou 15,9 milhões de dólares em bilheteria. Vários críticos de cinema avaliaram negativamente o roteiro e a direção de Marcus, e o filme dividiu opiniões entre os fãs da série, devido a seus elementos sobrenaturais e à eliminação de Jason Voorhees como um personagem físico. A conclusão do filme, que faz referência ao também vilão cinematográfico Freddy Krueger, estabeleceu o que viria a se tornar Freddy vs. Jason, lançado dez anos mais tarde, em 2003.

## Em outras mídias

Jason Voorhees de Jason Goes to Hell sem a máscara, como visto em Friday the 13th: The Game, que revelou oficialmente como seria o rosto do personagem, já que no filme isso não aconteceu.

## Sinopse
Em Camp Crystal Lake, uma agente do governo disfarçada atrai Jason Voorhees para uma emboscada armada pelo FBI, e vários homens armados o explodem em pedaços, destruindo seu corpo. Seus restos mortais são enviados para um necrotério, onde um legista fica possuído pelo espírito de Jason depois de ingerir o coração pútrido do assassino. Jason, agora no corpo do legista, escapa do necrotério, deixando um rastro de morte.
Em Crystal Lake, ele encontra três adolescentes festeiros. Enquanto dois deles fazem sexo, Jason mata o terceiro e depois os outros dois. Jason ataca dois policiais, matando um e possuindo o outro. Enquanto isso, o caçador de recompensas Creighton Duke descobre que apenas membros da linhagem familiar de Jason podem realmente matá-lo, e que ele retornará ao seu estado normal e quase invencível se possuir um membro de sua família. Jason tem apenas três parentes vivos: Diana Kimble, sua meia-irmã; Jéssica, filha de Diana; e Stephanie, filha ainda bebê de Jessica e Steven Freeman.
Jason vai até a casa de Diana. Steven entra e ataca Jason. Diana é morta e Jason foge. Steven é injustamente acusado e preso pelo assassinato de Diana e conhece Duke, que revela a relação de Jessica com Jason. Determinado a chegar a Jessica antes de Jason, Steven escapa da prisão. Jessica está namorando Robert Campbell, um repórter de TV. Steven vai até a casa dos Voorhees para encontrar evidências para convencer Jessica, mas cai ao pisar em tábuas podres. Robert entra no quarto no andar de cima e recebe um telefonema que revela que ele está tentando aumentar a audiência de seu programa dando ênfase ao retorno de Jason da morte, tendo roubado o corpo de Diana do necrotério por esse motivo. Jason entra e transfere seu coração para Robert, enquanto o corpo que ele deixou se derrete. Jason persegue Steven. Jason tenta renascer através de Jessica, mas é interrompido por Steven, que o golpeia e leva Jessica em seu carro. Steven detém Jason, atropelando-o. Quando ele tenta explicar a situação para Jessica, ela não acredita nele e o joga para fora do carro. Jessica vai para a delegacia.
Jason chega à delegacia e mata a maioria dos policiais. Ele quase possui Jessica, mas é impedido por Steven. Jessica percebe que Steven está certo. Em meio ao caos, Duke consegue fugir. Jessica e Steven vão até o restaurante para pegar o bebê. Jason chega, mas é atacado pelos donos da loja. Ele mata os donos, mas é ferido pela garçonete Vicki, que atira nele com uma espingarda e depois o empala com uma barra de ferro, mas depois ele a empala na mesma haste e esmaga sua cabeça, matando-a. Jason supostamente morre e Jessica e Steven descobrem um bilhete de Duke, dizendo que ele está com o bebê e exige que Jessica o encontre na casa dos Voorhees.

Última cena do filme, prenunciando o crossover entre Jason e Freddy Krueger, lançado dez anos depois.

Jessica conhece Duke na casa dos Voorhees e recebe uma adaga mística que ela pode usar para matar Jason permanentemente. Um policial entra no restaurante onde Robert, possuído, transfere seu coração para ele. Duke cai no chão e Jessica é confrontada por Landis e Randy. Landis é morto acidentalmente com a adaga e Jessica deixa o objeto cair. Randy, possuído, tenta renascer através de Stephanie, mas Steven chega e corta o pescoço dele com um facão. O coração de Jason, que se transformou em um demônio infantil, sai do pescoço de Randy e vai para o porão, em direção ao cadáver de Diana. Steven e Jessica puxam Duke para fora do porão enquanto Jason encontra o corpo de Diana e desliza até sua vagina, o que permite que ele renasça.
Enquanto Steven e Jessica tentam recuperar a adaga, Duke distrai Jason e é morto com um abraço de urso (embora o diretor do filme tenha revelado, em 2018, que Duke sobreviveu ao ataque). Jason volta sua atenção para Jessica. Steven aborda Jason e os dois lutam do lado de fora enquanto Jessica recupera a adaga. Jason espanca Steven e quando ele está prestes a matá-lo, Jessica crava a adaga no peito de Jason, liberando as almas que ele acumulou até aquele momento. Mãos demoníacas surgem do chão e puxam Jason para as profundezas do Inferno. Steven e Jessica se reconciliam e vão caminhando com o bebê enquanto o dia amanhece. Mais tarde, um cachorro encontra a máscara de Jason enquanto cavava a terra. A mão com garras de Freddy Krueger sai do chão e puxa a máscara de Jason para baixo.

## Elenco
| Atriz / Ator       | Personagem                                             |
| ------------------ | ------------------------------------------------------ |
| John D. LeMay      | Steven Freeman                                         |
| Kari Keegan        | Jessica Kimble                                         |
| Steven Williams    | Creighton Duke                                         |
| Allison Smith      | Vicki                                                  |
| Erin Gray          | Diana Kimble                                           |
| Steven Culp        | Robert Campbell                                        |
| Rusty Schwimmer    | Joey B.                                                |
| Leslie Jordan      | Shelby                                                 |
| Billy "Green" Bush | Xerife Landis                                          |
| Kane Hodder        | Jason Voorhees / Agente do FBI / Mão de Freddy Krueger |
| Andrew Bloch       | Delegado Josh                                          |
| Kipp Marcus        | Randy Parker                                           |
| Richard Gant       | Legista Phil                                           |
| Adam Cranner       | Ward                                                   |
| Julie Michaels     | Elizabeth Marcus                                       |
| James Gleason      | Agente Abernathy                                       |
| Dean Lorey         | Eric Pope                                              |
| Adam Marcus        | Policial Bish                                          |
| Mark Thompson      | Policial Mark                                          |
| Brian Phelps       | Policial Brian                                         |
| Blake Conway       | Policial Andell                                        |
| Madelon Curtis     | Policial Ryan                                          |
| Paul Devine        | Paul                                                   |
| Michelle Clunie    | Deborah                                                |
| Michael B. Silver  | Luke                                                   |
| Kathryn Atwood     | Alexis                                                 |
| Jonathan Penner    | David                                                  |
| Brooke Scher       | Stephanie Kimble                                       |

## Produção

### Pré-produção e roteiro
O produtor Sean S. Cunningham originalmente concebeu um filme de terror e ação no qual Jason Voorhees lutaria contra Freddy Krueger da franquia A Nightmare on Elm Street. A Paramount Pictures, que lançou as oito sequências anteriores da série Sexta-Feira 13, negociou com a New Line Cinema os direitos da série e concedeu à New Line os direitos do personagem Jason Voorhees, mas manteve o controle do título Friday the 13th. A New Line deixou a ideia de Cunningham em espera, levando-o a escrever um roteiro diferente, que funcionasse como prenúncio para o enredo em que Jason encontra Freddy. A ideia original de Cunningham só seria executada uma década depois, com Freddy vs. Jason, de 2003.
O filme marcou a estreia de Adam Marcus como roteirista e diretor. Marcus, com apenas 23 anos de idade, tinha acabado de se formar na escola de cinema quando foi originalmente contratado para dirigir a comédia romântica de terror My Boyfriend's Back (1993) para a Touchstone Pictures, mas a empresa-mãe do estúdio, a Walt Disney Studios, não aprovou o contrato de um diretor iniciante e Marcus foi dispensado do projeto.
Marcus, que cresceu assistindo aos filmes da série Sexta-Feira 13, concebeu uma história na qual Jason Voorhees era destruído no início da narrativa, mas depois se manifestava nos corpos de outras pessoas e continuava sua matança. Mais tarde, Marcus reconheceria a semelhança desse conceito com o de The Hidden, filme de terror e ficção científica de 1987, embora ele afirmasse não ter visto o filme naquela época, e que a similaridade era pura coincidência. Cunningham aprovou a ideia de Marcus e o roteiro foi completado por Jay Huguely e Dean Lorey, em apenas quatro dias. Marcus afirmou que Jason Goes to Hell se passa após os eventos da Parte 2 e ignora todos os outros filmes.

### Escolha do elenco
O diretor de elenco, Barry Moss, também esteve envolvido no primeiro filme da série e só concordou em entrar no projeto de Jason Goes to Hell por ver no mesmo uma oportunidade de ficar perto de sua mãe agonizante, vítima de câncer, que morava em Los Angeles, onde ocorreriam as filmagens de Jason Goes to Hell.
A maioria dos atores selecionados por Moss trabalhava em séries de televisão, como, por exemplo, Erin Gray (Buck Rogers, Silver Spoons), Steven Williams (21 Jump Street), Allison Smith (Kate e Allie) e John D. LeMay (o único ator que apareceu em Friday the 13th - The Series e em um filme da franquia Sexta-Feira 13, embora interpretando personagens diferentes). Dois DJs de uma rádio de Los Angeles, Mark Thompson e Brian Phelps, usaram seu programa de rádio para implorar por um papel no filme. Marcus os ouviu e deu a eles os papéis de dois policiais que morrem de forma brutal nas mãos de Jason.
Steve Williams foi escolhido para interpretar o caçador de recompensas Creighton Duke como uma homenageam a George A. Romero, que costumava ter atores afro-americanos como heróis em seus filmes de zumbis, e para dar a Jason um adversário digno, pois, segundo os produtores, o vilão havia enfrentado um adversário à altura apenas na Parte 7 (a telecinética Tina Shepard). O visual de Creighton, com seu chapéu de cowboy, botas e casaco longo, foi uma exigência de Williams que, após ler o roteiro, decidiu que ele não entraria no elenco se o personagem se vestisse de outra maneira.

### Filmagens
Apesar de todas as placas de carros e alguns sinais de trânsito vistos em Jason Goes to Hell indicarem que o filme se passa em Connecticut, o longa-metragem foi filmado em Los Angeles, Califórnia. O diretor acreditava que o enredo do filme deveria se passar em Connecticut, embora placas de carros e outros detalhes das Partes 2 e 3 demonstrassem que Crystal Lake situava-se em Nova Jersey. O filme teve várias locações, pois a produção se mudava constantemente em busca de locais que melhor favorecessem as tomadas de efeitos especiais. A locação mais importante era a casa dos Voorhees, onde se estabeleceu o segredo maligno da família de Jason e onde aconteceu a luta no clímax do filme.  A casa está situada em Eagle Mountain Street, West Hills, na Califórnia.
Por considerar que os atores nunca executavam seus comandos de cena com rapidez suficiente, o produtor Sean S. Cunningham exigiu que Marcus filmasse Jason Goes to Hell em 22 quadros por segundo em vez dos convencionais 24, acreditando que o aumento da velocidade eliminaria qualquer sinal de ligeira hesitação do ator. Esse processo deixava o áudio fora de sintonia, o que era facilmente consertado com um harmonizador. Consequentemente, filmar em uma taxa de quadros um pouco mais rápida que o normal deixou o filme com uma duração menor do que a incialmente planejada.
Adam Marcus queria que Kari Keegan, intérprete da protagonista Jessica, filmasse sua cena no chuveiro completamente nua, remetendo à cena do filme The Big Chill em que Glenn Close chora nua no chuveiro. A atriz não aceitou e, como o diretor continuava insistindo com a ideia, ela acabou se desentendendo seriamente com ele e abandonou as filmagens a poucos dias do lançamento do filme. Isso obrigou Sean S. Cunningham a tirar Marcus da cadeira de diretor e assumir a direção nos últimos dias de filmagem, o que tornou possível o retorno de Keegan ao set. Enquanto cenas de nudez feminina eram frequentes nas sequências anteriores, Marcus acreditava que única maneira de justificar a nudez feminina é se também houvesse uma quantidade igual de corpos masculinos à mostra, o que fez de Jason Goes to Hell um dos filmes com mais nudez masculina em toda a série.
Kane Hooder, além de interpretar Jason, também faz uma rápida aparição como um guarda do FBI no início do filme, na cena do necrotério, e também são do ator as mãos com a luva de Freddy Krueger que puxam a máscara de Jason para baixo da terra na cena final. Um dos roteiristas do filme, Dean Lorey, interpretou o assistente do legista na cena do necrotério. Sem experiência com atuação, o roteirista estava tão nervoso que tinha muita dificuldade de decorar suas falas.

### Efeitos especiais
Os efeitos especiais foram desenvolvidos pelo artista Al Magliochetti e pelo estúdio especializado em efeitos de maquiagem KNB, sendo que Magliochetti entrou para o projeto depois que amigos dele que trabalhavam no KNB o notificaram sobre o desenvolvimento do filme. As cores dos efeitos visuais foram escolhidas por Adam Marcus.
Em diversas cenas foram utilizados efeitos práticos, como fantoches e miniaturas, além de efeitos de computação gráfica. Para a sequência do necrotério, o roteiro previa que o legista possuído apenas comeria o coração de Jason. Marcus sugeriu que a cena deveria ser mais impactante e solicitou a Magliochetti que luzes entrassem no corpo do legista; Magliochetti perguntou como seria a aparência dessas luzes e o diretor pediu que elas tivessem forma de espermatozoide. O ator Richard Grant, intérprete do legista, usou um casaco especial que recebia flashs disparados em sua direção.
Uma das cenas do clímax, que mostra Jason sendo puxado para baixo da terra por mãos demoníacas, foi realizada com efeitos práticos e atores para completar a cena, mas essa não era a intenção original dos produtores. Ao invés de apenas mãos agarrando Jason para enviá-lo ao inferno, demônios saíriam das profundezas do solo e seriam vistos com mais detalhes, no entanto, problemas orçamentários e técnicos impediram que os bonecos construídos para a cena fossem utilizados. Cópias de workprints do filme divulgadas na internet dão ideia de como a cena poderia ter acontecido.
Migliochetti e outros artistas da KNB ficaram junto a Kane Hodder, que vestiu a luva de Krueger, debaixo de uma plataforma coberta de areia e serrapilheira para realizar a última cena do filme, em que a mão de Freddy Krugger puxa a máscara de Jason para baixo da terra. O trabalho exigia bastante atenção, pois a plataforma e todo o material sobre ela ameaçavam desabar a qualquer momento, arruinando a filmagem. O momento em que o cachorro encontra a máscara de Jason foi filmado em uma única tomada, uma vez que a equipe teve a sorte de o animal realizar o movimento de maneira "amigável" à câmera exatamente naquele momento.

### Pós-produção
O filme sofreu uma quantidade muito grande de cortes em sua edição, de modo que quase metade do material original filmado por Adam Marcus não foi aproveitado, dado a grande quantidade de erros cometidos por Marcus em seu primeiro trabalho como diretor. Alguns diálogos eram bem mais longos e várias cenas foram consideradas inviáveis, como uma sequência de oito minutos ininterruptos em câmera lenta durante o massacre no restaurante. Nesse processo, muitas tramas foram completamente ignoradas (por exemplo, Diana Kimble e o xerife formavam um casal que planejava a lua-de-mel); enquanto outras foram adicionadas (por exemplo, os personagens de Kari Keegan e Steven Culp formando um casal) e cenas importantes foram compactadas, como Creighton Duke explicando "as regras" para conseguir matar Jason. Ainda assim, o produtor Sean S. Cunningham não se mostrava satisfeito com o resultado final:
| “                    | Adam veio até mim e disse: 'A última coisa que os fãs querem é ver novamente Jason vagando pelo acampamento Crystal Lake e retalhando adolescentes.' Claro, isso era a única coisa que eles queriam ver, e Adam fez esse filme que não ficou tão bom assim. | ” |
| — Sean S. Cunningham | |   |

### Visão em retrospecto
Em novembro de 2017, Marcus, o diretor do longa-metragem, comentou que um ponto esquecido do filme é que na trama Jason Voorhees está conectado à franquia Evil Dead. O cineasta comentou: “[Pamela Voorhees] fez um pacto com o diabo ao ler o Necronomicon na intenção de trazer seu filho de volta à vida. É por isso que Jason não é Jason. Ele é a soma de Jason e The Evil Dead, e agora eu posso acreditar que ele pode passar de um garotinho que vive num lago a um homem adulto em dois meses, ao Zumbi Jason, nunca sendo possível matar esse cara. Isso, para mim, é mais interessante como um mashup, e Raimi adorou isso! Não é como se eu pudesse sugerir à New Line meu plano de incluir The Evil Dead, pois The Evil Dead não é deles.  Então isso deveria ser um easter egg, e eu me concentrei nisso… há uma cena inteira que inclui o livro, e eu esperava que as pessoas entendessem e captassem o que eu realmente estava fazendo. Então sim, na minha opinião, Jason Voorhess é um Deadite. Ele é um dos The Evil Dead.”

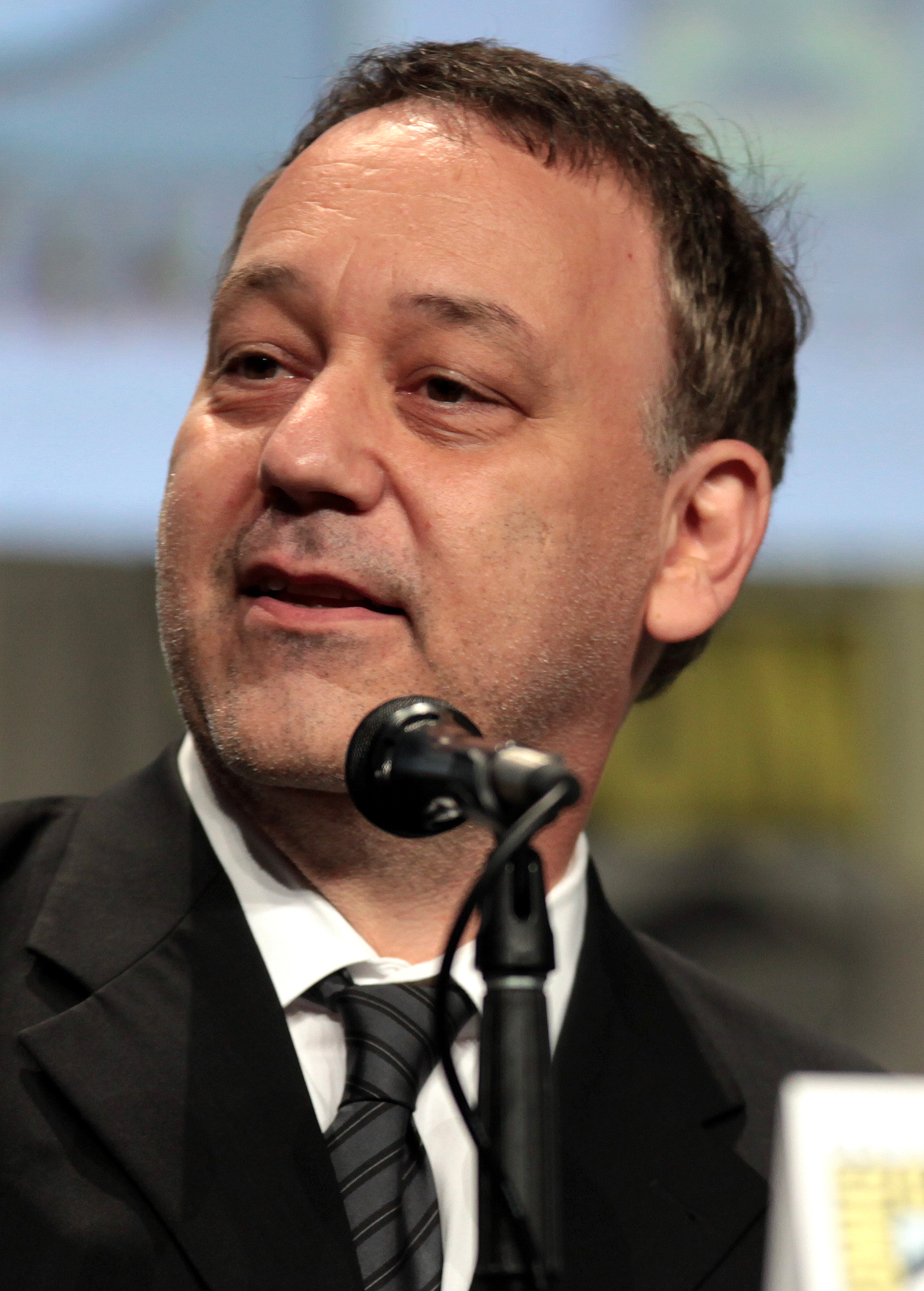
O diretor Adam Marcus revelou que alguns elementos do filme procuram referenciar a franquia Evil Dead, do cineata Sam Raimi (na imagem).

Em dezembro de 2017, Marcus revelou a história inicialmente planejada para o personagem Creighton Duke: "O adolescente Creighton estava em Crystal Lake com sua namorada. Jason virou o pequeno barco dele e puxou a garota para dentro do lago. Creighton tentou salvá-la, mas não conseguiu. Ela nunca mais foi vista. Creighton jurou vingança e, a partir daquele momento, passou a vida estudando sobre Jason e procurando por ele. Tornou-se caçador de recompensas apenas para custear seu trabalho de derrotar seu maior inimigo." Marcus revelou ainda, em 2018, que o personagem sobreviveu ao ataque de Jason: "Ele não morreu. A maneira como filmei foi para te dar este momento de 'Oh não!', mas, sinceramente, ele parece morrer, porém você não consegue ver a luz sair de seus olhos. E para esse fim, minha nova produtora Skelton Crew está basicamente fazendo algo para ressuscitar Creighton Duke como um personagem autônomo".
O intérprete de Creighton, Steven Williams admite que teve que se esforçar bastante para entender completamente o roteiro: "Até hoje eu não entendo algumas daquelas linhas em Jason Goes to Hell. Eu queria dar a Creighton Duke alguns limites, porque o homem era meio louco. O que era aquela coisa de cachorro-quente rosa e rosquinha? Eu só podia achar que Creighton Duke era um cara maluco. É aí que você tem a ambiguidade. Você diz alguma coisa, olha de um jeito enlouquecido e deixa o público tentar entender o que está acontecendo."
A atriz Erin Gray revelou que se sentiu violada após assistir ao filme pela primeira vez, na cena em que a forma demoníaca de Jason entra no cadáver de Diana Kimble, personagem de Gray, através de sua vagina. A cena não estava prevista no roteiro e Gray não participou da filmagem. A respeito disso, Marcus comentou que se tratou de uma "decisão corporativa" para tornar os elementos da história mais compreensíveis para o público, no entanto, o diretor admitiu que a cena foi "um pouco desagradável" e que ele se arrepende pela inclusão do momento na versão final do filme, embora acredite que o público tenha "adorado" a cena.